# 史蒂夫·維特克羅夫特
史蒂夫·維特克羅夫特（Steve Wheatcroft，1978年2月21日—）是美國的一位高爾夫球運動員。維特克羅夫特出生在賓夕法尼亞州印第安納，成長在華盛頓。他曾就讀於印第安納大學。 